# 王佐 (萬曆丙戌進士)
王佐（1560年—？），字襄甫，號小虞，湖廣常德府武陵縣人，榮府籍，明朝政治人物。同進士出身。

## 生平
萬曆十三年（1585年）乙酉科湖廣鄉試七十三名，萬曆十四年（1586年）丙戌科會試一百名，登三甲第一百九十名進士。吏部观政，十五年二月授江西吉安府推官，二十年十月选授礼科给事中，巡视皇城，疏劾大学士赵志皋，次年告病归。二十三年三月病痊到部，仍补原官，五月升吏科右，署科事，巡视京营，二十四年差巡视太仓，五月以遣官倭封事，被革职为民。光宗即位，叙功起为尚寶司丞，天啓元年（1621年）升光禄寺少卿，二年升太常寺少卿，六月升右通政，以老告归。

## 家族
曾祖王良；祖父王俊；父王大才。母李氏。重庆下。弟王傚、王仕、王任、王化、王位、王佶、王作。